# Jeimy Osorio
Jeimy Osorio Puerto Ricó-i színésznő, énekesnő.

## Élete és pályafutása
Jeirmarie Osorio néven született Puerto Ricóban. 2011-ben Tania Taylort alakította a Csoda Manhattanben című sorozatban a Telemundónál. 2012-ben szerződést írt alá a Televisával , ahol szerepet kapott az Amit a szív diktál című telenovellában Blanca Soto és Fernando Colunga mellett.

## Filmográfia

### Telenovellák
| Év        | Eredeti Cím           | Cím                | Szerep        | TV stúdió |
| --------- | --------------------- | ------------------ | ------------- | --------- |
| 2011-2012 | Una Maid en Manhattan | Csoda Manhattanben | Tania Taylor  | Telemundo |
| 2012-2013 | Porque el amor manda  | Amit a szív diktál | Jéssica Reyes | Televisa  |
| 2013-2014 | Santa Diabla          | A gonosz álarca    | Mara Lozano   | Telemundo |

### Filmek
- Halálos iramban: Ötödik sebesség (2011) - Rosa

## Díjak és jelölések
People en Español-díj
| Év   | Kategória           | Cím                  | Eredmény |
| ---- | ------------------- | -------------------- | -------- |
| 2013 | Legjobb új tehetség | Porque el amor manda | Jelölés  |